# Aphroditella limosa
Aphroditella limosa är en ringmaskart som beskrevs av Horst 1916. Aphroditella limosa ingår i släktet Aphroditella och familjen Aphroditidae. Inga underarter finns listade i Catalogue of Life.